# Ried am Wolfgangsee
Pour les articles homonymes, voir Ried.
Ried am Wolfgangsee est une localité située en Autriche dépendant de Sankt Gilgen, dans l'État de Salzbourg au bord du Wolfgangsee.

## Histoire
Le château de Ried, ou Ferienhort, sert aujourd'hui d'école.